# The Live Path
The Live Path är det finländska folk/melodisk death metal-bandet Ensiferums tredje EP, utgiven i september 2017 som en bilaga till hårdrocksmagasinet Legacy Magazine. EP:n gavs ut samma dag som bandets sjunde studioalbum Two Paths.
EP:n består av liveversioner bandets tidigare låtar, inspelade i Tammerfors, Finland och på festivalen Dong Open Air i Neukirchen-Vluyn, Tyskland.

## Låtlista
1. "Way of the Warrior" (från Two Paths) – 3:59
2. "Ahti" (live) (från Victory Songs) – 4:00
3. "Axe of Judgement" (live) (från One Man Army) – 4:51
4. "Heathen Horde" (live) (från One Man Army) – 4:17
5. "In My Sword I Trust" (live) (från Unsung Heroes) – 5:34

## Medverkande
Musiker
- Petri Lindroos – growl, gitarr
- Markus Toivonen – gitarr, sång, bakgrundssång
- Sami Hinkka - basgitarr, sång, bakgrundssång
- Netta Skog - dragspel, bakgrundssång
- Janne Parviainen – trummor

Produktion
- Anssi Kippo – mastering
- Mikael "Routa" Karlbom – foto